# Raffaele Serafini
Raffaele Serafini, furlanski pisatelj, * 1975. 

## Življenje
Rodil se je leta 1975 v Furlaniji in je učitelj ekonomije in prava, delal pa je tudi za založbo Edizioni XII in objavljal kratke zgodbe v različnih revijah in zbirkah. Na različnih literarnih natečajih je osvojil in prejel nagrade. Je strasten ljubitelj kratke proze in fantazije, vodi spletno stran gelostellato in furlansko literarno gostilno Contecurte. Trenutno objavlja svoje knjige v furlanskem jeziku.

## Nagrade
- Nagrada San Simon (2015, 2017, 2019, 2021)[4]

## Dela
- Contis de famee (2015)
- Soreli jevât a mont (2015)
- Contis sot spirit (2017)
- Altris contis di famee (2018)
- Bisest (2019)
- Cryptofriûl (2021)
- Lis Contis dal Mês (2023)
- Zaraton (2023)